# Radiopilot

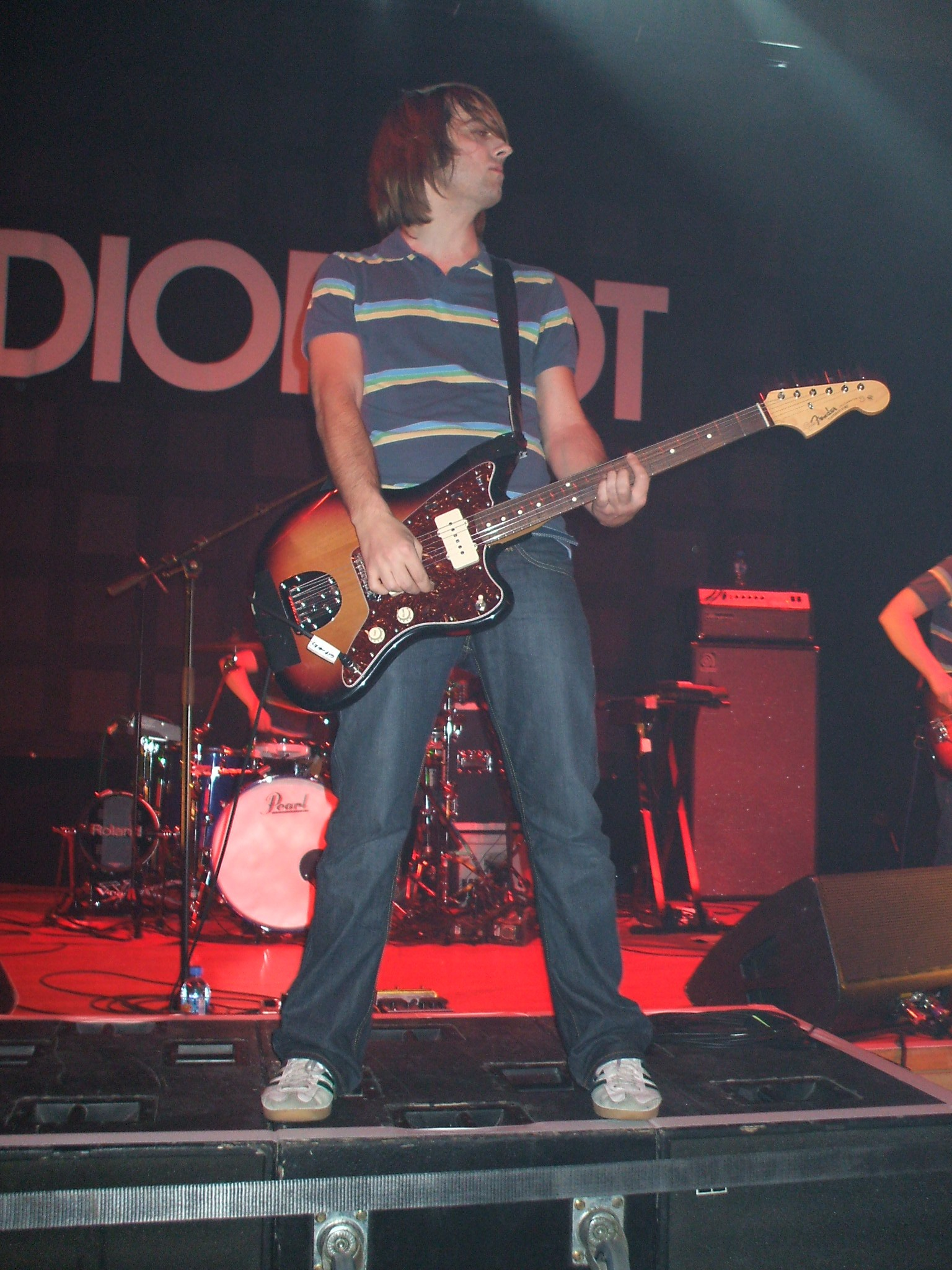
Radiopilot

Radiopilot — немецкая музыкальная группа из Берлина. Сами они представляются как поп-группа, музыка которой обогащена некоторыми элементами рока.
Предшественником группы считается коллектив Greensession, в состав которого входили как нынешние участники Radiopilot, так и другие исполнители, состав которых постоянно менялся вплоть до прихода в группу Лукаса Пицона, являющегося солистом Radiopilot по сей день. Greensession была основана в 1999, сначала с немецкоязычными, а также несколькими англоязычными песнями, но с 2002 писать песни группа стала только на немецком. Уже тогда группа побеждала на различных конкурсах исполнителей. В том время солистами группы были, в том числе, Tobias Heintz и, Shai Hoffmann.
В сегодняшнем составе группа была основана в 2005, в неё вошли Lukas Pizon (гитара / вокал), Rafael «Rafi» Triebel (гитара), Benjamin «Benny» Steinke (бас), Christoph «Chrisco» Hengelhaupt (ударные) и Florian «Flo» Büttner (клавишные), и назвалась она Kimono. С этим именем она успешно принимала участие в соревнование Emergenza, в котором группа дошла до финала.

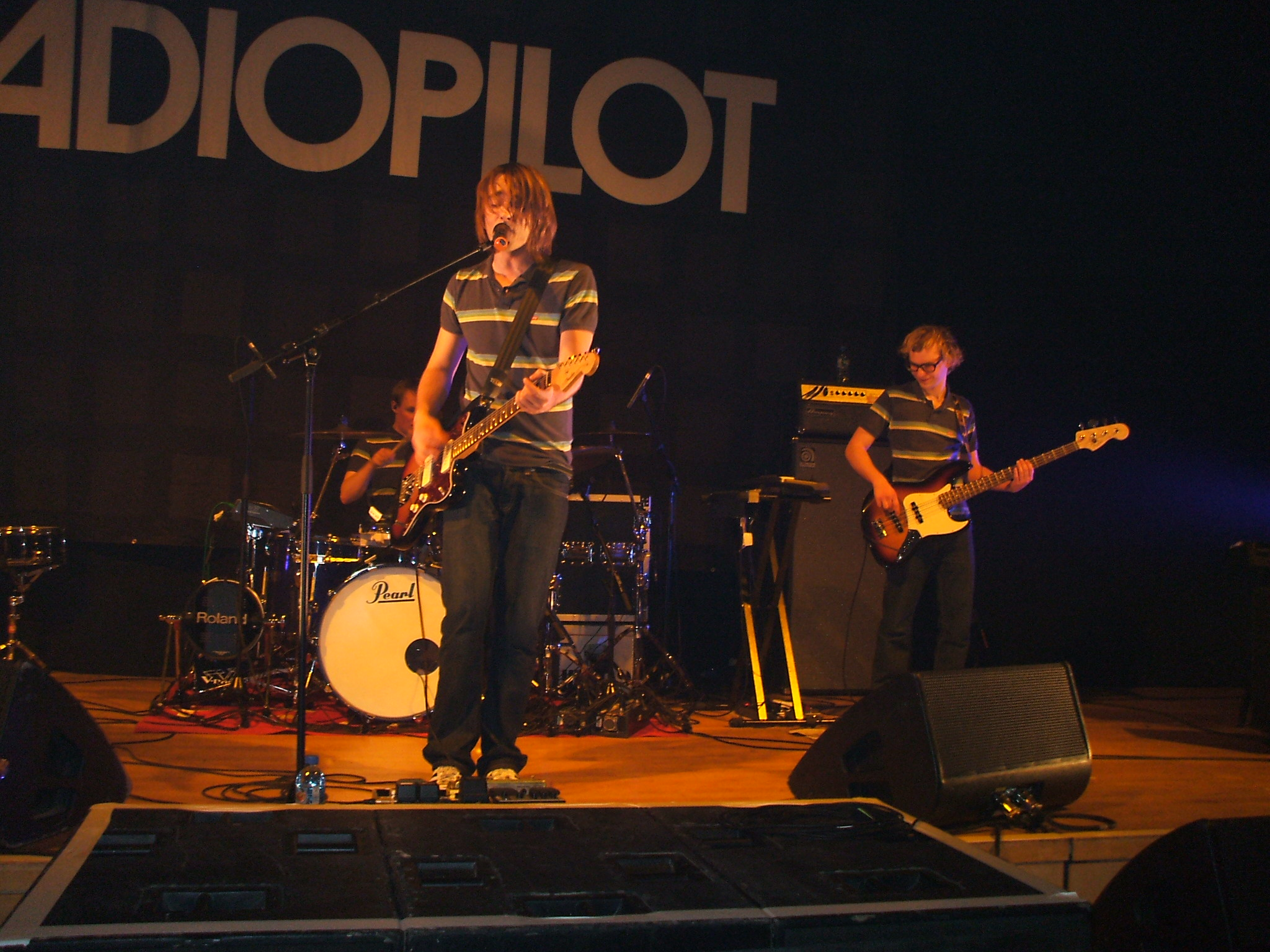
Radiopilot

Весной 2006 года Kimono переименовались в Radiopilot и приняли участие в John Lennon Talent Award, где они и заняли первое место. В 2007 Radiopilot подписали контракт с лейблом Sony BMG Columbia Deutschland.
Их первый, и пока единственный альбом «Leben passiert!» (Жизнь проходит!) был записан в период с мая 2007 по ноябрь 2007 в Бохумской студии «Bochumer Mohrmannstudio» вместе с продюсером Olaf Opal (который ранее работал с группами The Notwist, Juli). В это же время был снят клип на песню Foto von dir (режиссёр: Waldemar Borth).
С ноября 2007 Radiopilot путешествовал с группой Juli, бесплатно распространяя свой мини-альбом 1.21 Gigawatt Demo. С марта 2008 Radiopilot участвовали в турне с группой Moneybrother.
Весной 2008 сингл «Fahrrad» («Велосипед») стал доступен для скачивания на iTunes и других порталах загрузки. Видеоклип на эту песню (режиссёр: Ole Ziesemann) был в ротации музыкальной радиостанции Yavido. Затем Radiopilot участвовал в продолжительном турне с группой Ich+Ich. 1 августа 2008 вышел сингл Monster, а видео на эту песню (режиссёр: Daniel Lwowski) впервые попало в ротацию MTV. Сингл в немецких чартах поднимался до 82 места.
22 августа 2008 группа официально выпустила альбом «Leben passiert!». С декабря Radiopilot отправилась в тур, посвященный вышедшему альбому.
В 2013 году группа после длительного отсутствия новых релизов официально заявила о распаде коллектива на официальном сайте.
В 2023 году группа выпустила новую песню «Keine panik» на платформе Spotify, а позже в мае 2024 и песню «Halten».